# Alen Mustafić
Alen Mustafić (Tuzla, Bosnia y Herzegovina, 5 de agosto de 1999) es un futbolista bosnio. Juega de centrocampista y su equipo es el Š. K. Slovan Bratislava de la Superliga de Eslovaquia.

## Trayectoria
El 24 de enero de 2020 el Š. K. Slovan Bratislava hizo oficial su fichaje, una cesión con opción de compra al final de temporada. Fue contratado como sustituto de Marin Ljubičić, cuyo contrato expiraba en junio de ese año. El 31 de julio el Slovan Bratislava anunció que ejerció la opción de compra procedente del F. K. Sarajevo.
Firmó un contrato por cuatro años y tras ello fue cedido al FC Nitra, para coger experiencia, hasta 2021.

## Clubes
| Club                    | País                 | Año       |
| ----------------------- | -------------------- | --------- |
| F. K. Sarajevo          | Bosnia y Herzegovina | 2018-2020 |
| Š. K. Slovan Bratislava | Eslovaquia           | 2020-2023 |
| F. C. Nitra (cedido)    | Eslovaquia           | 2020-2021 |
| Odense BK               | Dinamarca            | 2023-2024 |
| Śląsk Wrocław (cedido)  | Polonia              | 2024      |
| Š. K. Slovan Bratislava | Eslovaquia           | 2024-     |

## Palmarés

### Títulos nacionales
| Título                               | Club                    | País                 | Año  |
| ------------------------------------ | ----------------------- | -------------------- | ---- |
| Copa de Bosnia y Herzegovina         | F. K. Sarajevo          | Bosnia y Herzegovina | 2019 |
| Liga Premier de Bosnia y Herzegovina | F. K. Sarajevo          | Bosnia y Herzegovina | 2019 |
| Superliga de Eslovaquia              | Š. K. Slovan Bratislava | Eslovaquia           | 2020 |
| Copa de Eslovaquia                   | Š. K. Slovan Bratislava | Eslovaquia           | 2020 |
| Superliga de Eslovaquia              | Š. K. Slovan Bratislava | Eslovaquia           | 2022 |
| Superliga de Eslovaquia              | Š. K. Slovan Bratislava | Eslovaquia           | 2025 |